# كريستيان فالك (موسيقي)
كريستيان فالك (بالسويدية: Christian Falk)‏ هو موسيقي ومنتج أسطوانات سويدي، ولد في 25 أبريل 1962، وتوفي في 24 يوليو 2014 بسبب سرطان البنكرياس.

## وصلات خارجية
- كريستيان فالك على موقع IMDb (الإنجليزية)
- كريستيان فالك على موقع IMDb (الإنجليزية)
- كريستيان فالك على موقع ميوزك برينز (الإنجليزية)
- كريستيان فالك على موقع أول ميوزيك (الإنجليزية)
- كريستيان فالك على موقع ديسكوغز (الإنجليزية)